# Verwaltungsgemeinschaft Lam
Die Verwaltungsgemeinschaft Lam im Oberpfälzer Landkreis Cham wurde im Zuge der Gemeindegebietsreform am 1. Mai 1978 gegründet und zum 1. Januar 1980 bereits wieder aufgelöst.
Ihr gehörten die Marktgemeinde Lam und die Gemeinden Arrach und Lohberg an.
Sitz der Verwaltungsgemeinschaft war Lam.